# 貝爾尤尼昂 (印地安納州)
貝爾尤尼昂（英語：Belle Union）是位於美國印地安納州普特南縣的一個非建制地區。該地的面積和人口皆未知。

## 地理
貝爾尤尼昂所處的海拔為高於海平面241米（即791英呎），而該地所採用的時區為UTC-5，即北美東部時區（EST）。同時該地設有夏令時間，為UTC-5調快一小時，即UTC-4（EDT）。